# Diego de Avendaño
Pour les articles homonymes, voir Avendaño.
Diego de Avendaño, né le 29 septembre 1594 à Ségovie (Espagne) et décédé le 30 août 1688 à Lima (Pérou), est un prêtre jésuite du Pérou espagnol, théologien, juriste et philosophe, antiesclavagiste. Il est l'auteur de Thesaurus indicus, seu Generalis instructor pro regimine conscientiae in iis quae ad Indias spectant, une étude des questions juridiques et morales typiques de la vie dans les colonies hispano-américaines.

## Biographie
Diego de Avendaño fait ses études secondaires à Ségovie et la philosophie à Séville où il fait la connaissance de Juan de Solórzano, ce qui l'attire vers le Nouveau-Monde. En 1610 il émigre au Pérou. Deux ans plus tard, alors qu'il est étudiant du collège Saint-Matin de Lima il entre au noviciat des Jésuites (12 avril 1612). Ses études terminées il est ordonné prêtre en 1618, à Lima, et enseigne par la suite la philosophie au collège jésuite de Cuzco dont il est le recteur de 1628 à 1630. Par deux fois il fut le recteur du collège Saint-Paul de Lima: 1651-1662 et 1666-1669. Entre les deux il fut vice-provincial puis provincial des Jésuites du Pérou (1663-1666).
Diego de Avendaño passe le reste de sa vie à écrire des livres de théologie, de morale et de droit, particulièrement le droit des peuples indigènes sous la domination espagnole. Il est principalement connu pour son Thesaurus indicus... en six volumes (1668-1686).

## Un anti-esclavagiste
Diego de Avendaño est le seul espagnol cité comme abolitionniste dans l'ouvrage de Henri Grégoire De la littérature des nègres paru en 1808.
Joseph Elzéar Morénas précise en 1828 :

« ...le jésuite Avendano qui a écrit contre la traite et en faveur des indigènes de l'Amérique. Il déclara positivement aux marchands d'esclaves de son temps qu'on ne pouvait pas en sûreté de conscience asservir les nègres. »

— Joseph Elzéar Morénas

## Écrits
Les ouvrages de Diego de Avendaño sont publiés en Europe.
- 1653 - Epithalamium Christi et Sacrae Sponsae (Lyon, 1653).
- 1656 - Amphitheatrum misericordiae (Lyon, 1656).
- 1666 - Expositio Psalmi LXVIII, (Lyon, 1666)
- 1668 - Diego de Avendaño, Thesaurus indicus, seu Generalis instructor pro regimine conscientiae in iis quae ad Indias spectant (œuvre littéraire), Anvers, 1668, [lire en ligne].
- 1675 - Actuarium Indicum (Anvers, 1675-1686).
- 1678 - Problemata theologica (Anvers, 1678).
- 1686 - Cursus consummatus (Anvers, 1686).

### Manuscrit aujourd'hui perdu
- 1663-1665 - Cartas annuas de la Provincia del Perú de la Compañía de Jesús de los años 1663 a 1665 al R. P. General de la misma Compañía.